# Alseno
Alseno (Alsen [ɐlˈsɛ̃] o Alsëin [ɐlˈsəi] in dialetto piacentino) è un comune italiano di 4 738 abitanti della provincia di Piacenza in Emilia-Romagna.

## Geografia fisica
Si trova a 79 m ai piedi delle ultime propaggini degli Appennini sulla riva sinistra del Rio Grattarolo anche se comunemente Alseno è considerato parte della val d'Arda. Il borgo è attraversato dalla Via Emilia che lo collega a Parma da cui dista 31 km e a Piacenza da cui dista 27 km.
Il clima è tipicamente continentale padano, con estati calde e afose, e inverni rigidi, frequente è il fenomeno della nebbia durante l'autunno.

## Storia
Borgo fondato in epoca romana. Anticamente il borgo era chiamato Senum probabilmente dovuto alla sua ubicazione sinuosa, da cui Seno ed oggi Alseno. In epoca romana da Alseno passava la via Emilia, che collegava Ariminum  (Rimini) con Placentia (Piacenza) per poi continuare, grazie a un prolungamento successivo, fino a Milano (Mediolanum).
Il capoluogo fu un antico feudo di casa Landi ed è per questo motivo che l'edificio che sorge su un'altura al centro di Alseno è denominato Palazzo Landi, anche se gli abitanti lo chiamano "La Vigna" (è diventato poi sede di un asilo infantile). Sulla via Romea o Francigena c'era un ospedale dedicato a Santa Maria Maddalena detto dell'Ongina (Hospitale de Longena).

### Simboli
Lo stemma e il gonfalone sono stati concessi con decreto del presidente della Repubblica del 21 marzo 1974.
Stemma
Le torri probabilmente rappresentano i tre centri principali del territorio, su un campo di verde, allusione all'ambiente circostante ancora oggi caratterizzato da estese coltivazioni. I pastorali ricordano l'abbazia di Chiaravalle della Colomba. Nel capo una raffigurazione semplificata e con i colori modificati dei blasoni delle famiglie Anguissola e Landi, signori di Alseno e della maggior parte dei territori circostanti.
Gonfalone

## Monumenti e luoghi d'interesse
- Abbazia di Chiaravalle della Colomba
- Chiesa parrocchiale di San Colombano di Lusurasco, dedicata al santo missionario irlandese, sorta sui resti di un antico edificio fondato dai monaci di Bobbio e documentato nel VII secolo[7]
- Chiesa parrocchiale di San Martino Vescovo
- Palazzo Sforza-Fogliani
- Palazzo Landi (La Vigna)
- Castello di Castelnuovo Fogliani
- Castello di Lusurasco
- Villa Oppi in Via Emilia
- I Mistadelli (la religiosità popolare e rurale ha portato alla costruzione di cappelle votive principalmente poste lungo gli assi viari della Val d'Arda. Tali monumenti, pur non presentando pregi artistici particolari, sono comunque indicativi della concezione religiosa del mondo agricolo basato principalmente su un rapporto di do ut des)

## Società

### Evoluzione demografica
Abitanti censiti

### Etnie e minoranze straniere
Al 31 dicembre 2023 la popolazione straniera era di 505 persone, pari al 14,76% degli abitanti.

## Cultura

### Musei
- Museo dell'Abbazia di Chiaravalle

### Eventi
- Infiorata Chiaravalle della Colomba, infiorata presso l'Abbazia in occasione della celebrazione del "Corpus Domini"
- Festa di mezza estate

## Geografia antropica

### Quartieri
Ad Alseno si possono distinguere 4 quartieri:
- il Centro
- Case Grossi corrispondente al nucleo storico originario del borgo, che ora è decentrato rispetto al nucleo urbano
- Pollicelle zona residenziale a ovest, sviluppatasi negli anni '70 e '80 e tuttora in espansione[senza fonte]

### Frazioni

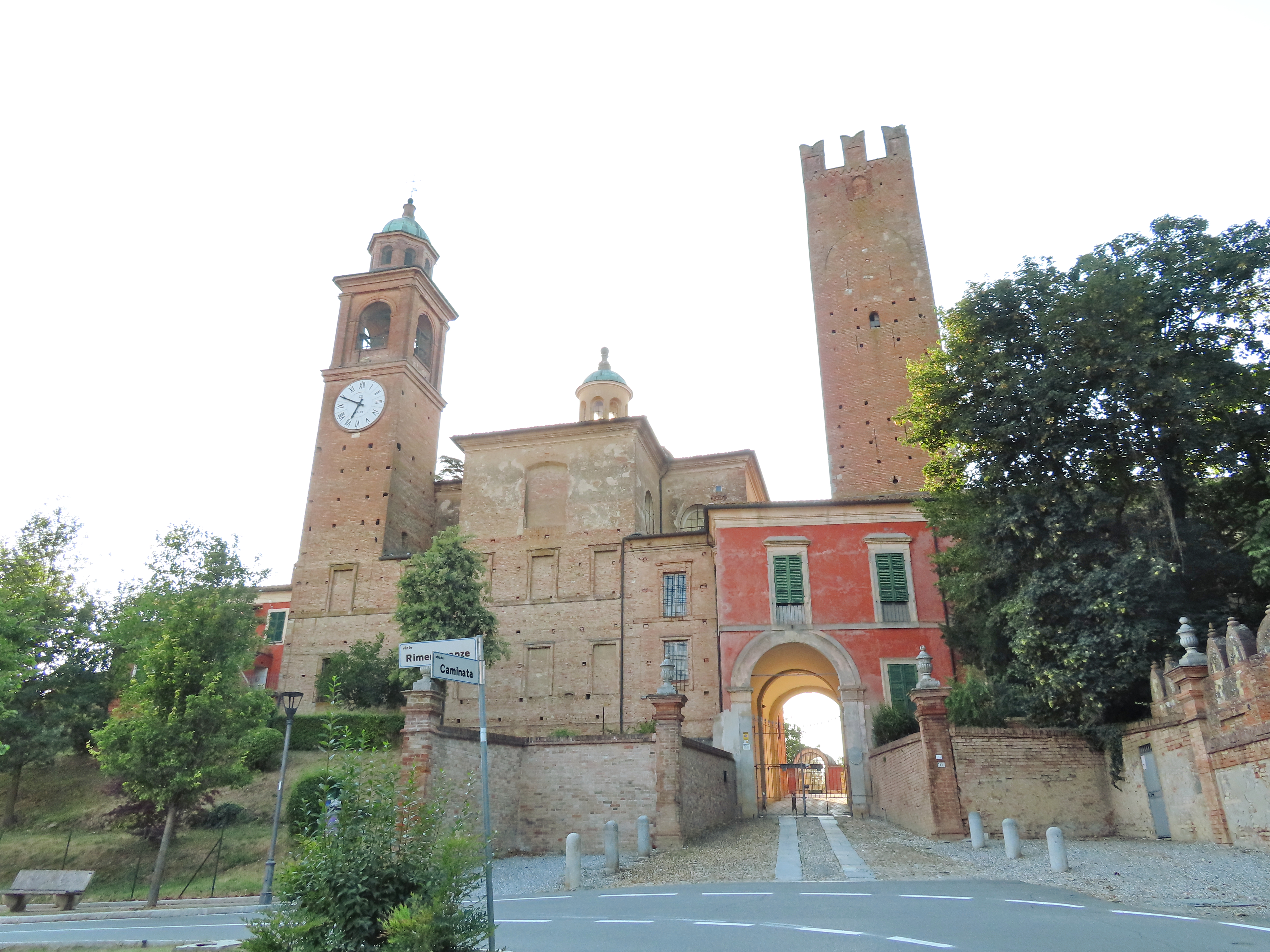
Castello di Castelnuovo Fogliani

- Lusurasco, situato a 119 metri sul livello del mare, dista 5,9 chilometri dal centro di Alseno; in questa frazione risiedono 585 abitanti. Centro agricolo e industriale della zona, vi ha sede un'importante industria per la conservazione di prodotti agro-alimentari. Tra il 1900 e il 1923 Lusurasco fu servita dalla tranvia Cremona-Lugagnano.
- Caselle, frazione di Alseno, in cui risiedono pochi abitanti.
- Chiaravalle della Colomba, paese situato a circa 4 chilometri da Alseno, nel quale si trova un'importante Abbazia Cistercense.
- Castelnuovo Fogliani situato sulle rive del torrente Ongina, centro dell'antico Ducato di Montebello L'edificio lì esistente pervenne per eredità alla chiesa che la destinò all'Istituto di Studi superiori G. Toniolo. Per molti anni fu sede di una sezione staccata della facoltà di magistero dell'università Cattolica del Sacro Cuore e, come allieve, ebbe esclusivamente suore dei diversi ordini religiosi.[10]
- Cortina, località collinare sede di un lago per la pesca sportiva, di numerosi vigneti e di una chiesetta in stile romanico.

## Economia
- Laltesi SpA - Ex azienda, di importanza nazionale, produttrice di macchine movimento terra ed escavatori.

## Amministrazione
Di seguito è presentata una tabella relativa alle amministrazioni che si sono succedute in questo comune.
| Periodo        | Periodo        | Primo cittadino | Partito                                        | Carica  | Note   |
| -------------- | -------------- | --------------- | ---------------------------------------------- | ------- | ------ |
| 17 giugno 1985 | 31 maggio 1990 | Guido Magnelli  | Partito Comunista Italiano                     | Sindaco | [ 11 ] |
| 31 maggio 1990 | 24 aprile 1995 | Guido Magnelli  | PCI, PDS                                       | Sindaco | [ 11 ] |
| 24 aprile 1995 | 14 giugno 1999 | Guido Magnelli  | centro-sinistra                                | Sindaco | [ 11 ] |
| 14 giugno 1999 | 14 giugno 2004 | Maurizio Villa  | Unione Democratica                             | Sindaco | [ 11 ] |
| 14 giugno 2004 | 8 giugno 2009  | Maurizio Villa  | lista civica di centro-sinistra                | Sindaco | [ 11 ] |
| 8 giugno 2009  | 26 maggio 2014 | Rosario Milano  | lista civica di centro-sinistra                | Sindaco | [ 11 ] |
| 26 maggio 2014 | 27 maggio 2019 | Davide Zucchi   | lista civica di centro-destra: Progetto Alseno | Sindaco | [ 11 ] |
| 27 maggio 2019 | 10 giugno 2024 | Davide Zucchi   | lista civica di centro-destra: Progetto Alseno | Sindaco | [ 11 ] |
| 10 giugno 2024 | in carica      | Davide Zucchi   | lista civica di centro-destra: Progetto Alseno | Sindaco | [ 11 ] |

## Sport
- ASD Alseno Calcio, Campionato dilettantistico terza categoria, settore giovanile, squadra femminile (Settore giovanile)
- FCD Alsenese, Campionato dilettantistico Promozione, Campionato Amatori, Campionato Settore Giovanile, Calcio A 5
- Polisportiva Alsenese - pallavolo, Campionato provinciale femminile di Seconda Divisione